# Cunegunda de Luxemburg
Cunegunda de Luxemburg (Luxemburg o Castell de Gleiberg, ca. 975 – Abadia de Kaufungen, 3 de març de 1040) va ser l'esposa de l'emperador Enric II del Sacre Imperi Romanogermànic, també canonitzat. És venerada com a santa per l'Església catòlica.

## Biografia
Els seus pares van ésser Sigfrid I, primer comte de Luxemburg (922–998), i Eduvigis de Nordgau (ca. 935–992). En 998 va casar-se amb Enric IV, duc de Baviera, que esdevingué emperador com a Enric II del Sacre Imperi Romanogermànic. A la mort d'Otó III sense hereus, Enric va ser coronat, el 1002, rei de Germània i dos mesos després, Cunegunda va ésser coronada reina a Paderborn. Segons una tradició no confirmada, d'acord amb el seu marit, van fer vots de virginitat, per la qual cosa no van tenir descendència. Probablement, Enric, en constatar l'esterilitat de Cunegunda, no va voler repudiar-la per l'amor que li tenia i va renunciar a tenir fills per viure amb ella. D'aquí va néixer la creença que la manca de descendència havia estat voluntària, fent una mena de "matrimoni espiritual".
Va ser molt activa en política, assessorant el seu marit i prenent part en els consells de l'Imperi. En 1014, va anar amb Enric II a Roma, on van ser coronats emperadors pel papa Benet VIII. Quan Enric morí el 1024, Cunegunda va ésser regent, amb el seu germà, fins que fou elegit successor Conrad II.
Ja retirada del govern, el 1025 es va retirar a l'Abadia de Kaufungen, convent de monges benedictines que ella mateixa havia fundat a Kaufungen (Hesse). Hi va morir el 1040, essent sebollida amb el seu marit a la Catedral de Bamberg.
Va ser canonitzada per Innocenci III el 29 de març de 1200.

## Llegendes
Cunegunda s'havia adormit mentre llegia la Bíblia, una nit; quan es desvetllà es trobà envoltada de flames, ja que l'espelma havia pres a unes robes de la cambra. Llavors va fer el senyal de la creu i les flames desaparegueren.
Uns cortesans calumniadors van acusar-la de conducta escandalosa; en negar-ho ella, va voler sotmetre's a una ordalia o judici de Déu: va passar caminant, descalça, sobre uns ferros roents, sense patir cap mal, amb gran joia del seu marit, l'emperador.

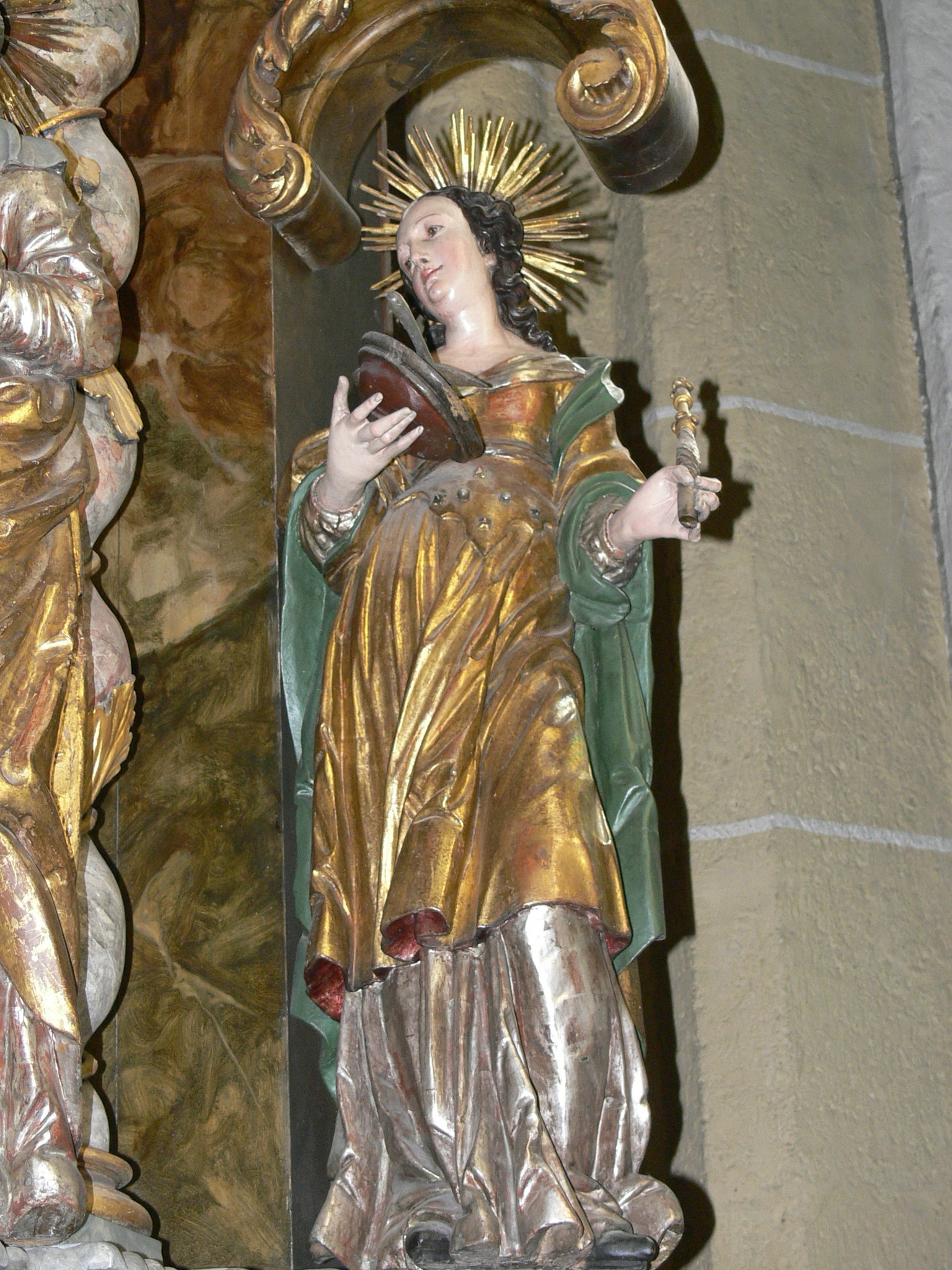
Talla a Saint Maximilian (Bischofshofen, Salzburg), 1680
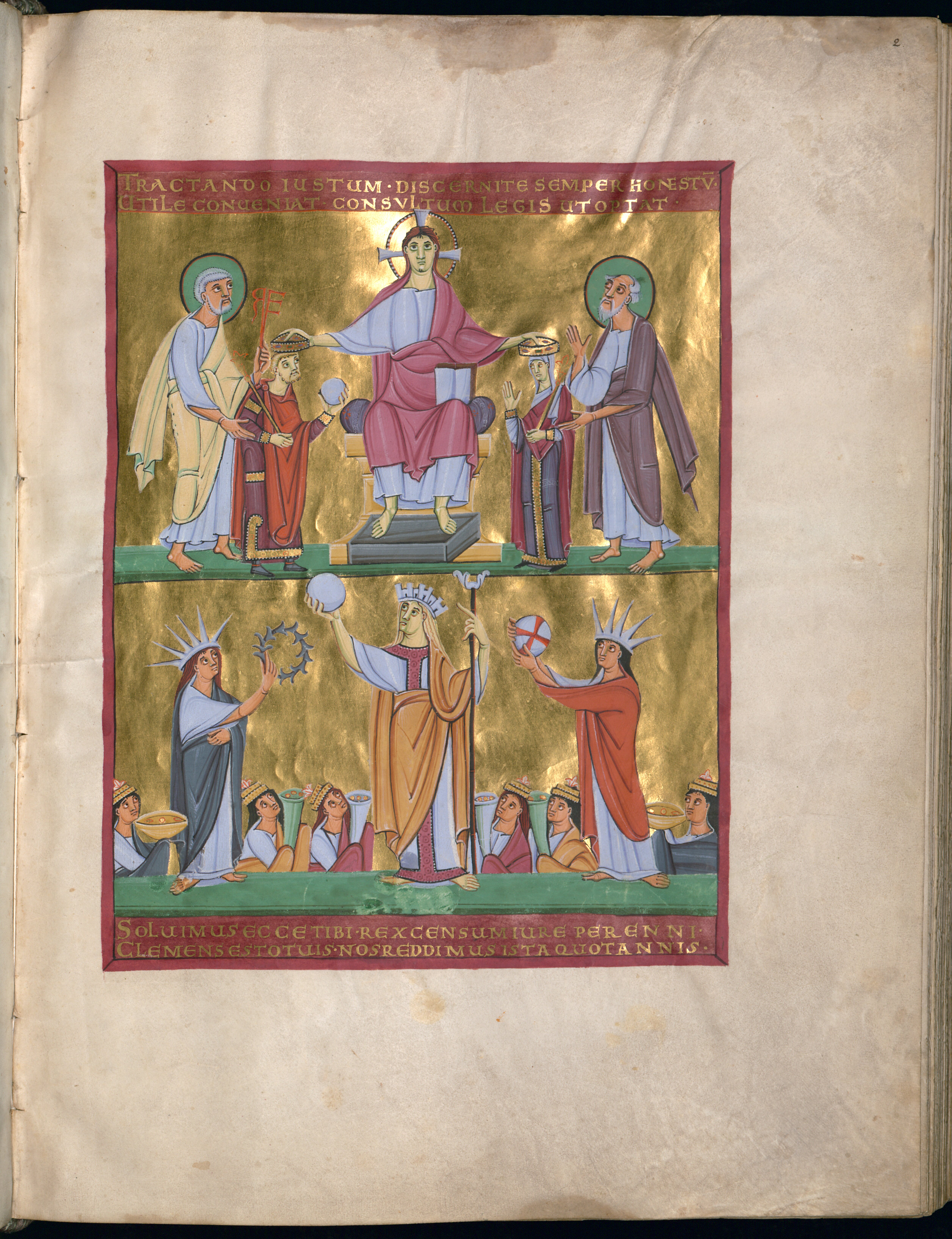
Miniatura de les Perícopes d'Enric II, copiades a Reichenau, 1007-1012; a dalt, Crist beneeix Enric II i Cunegunda
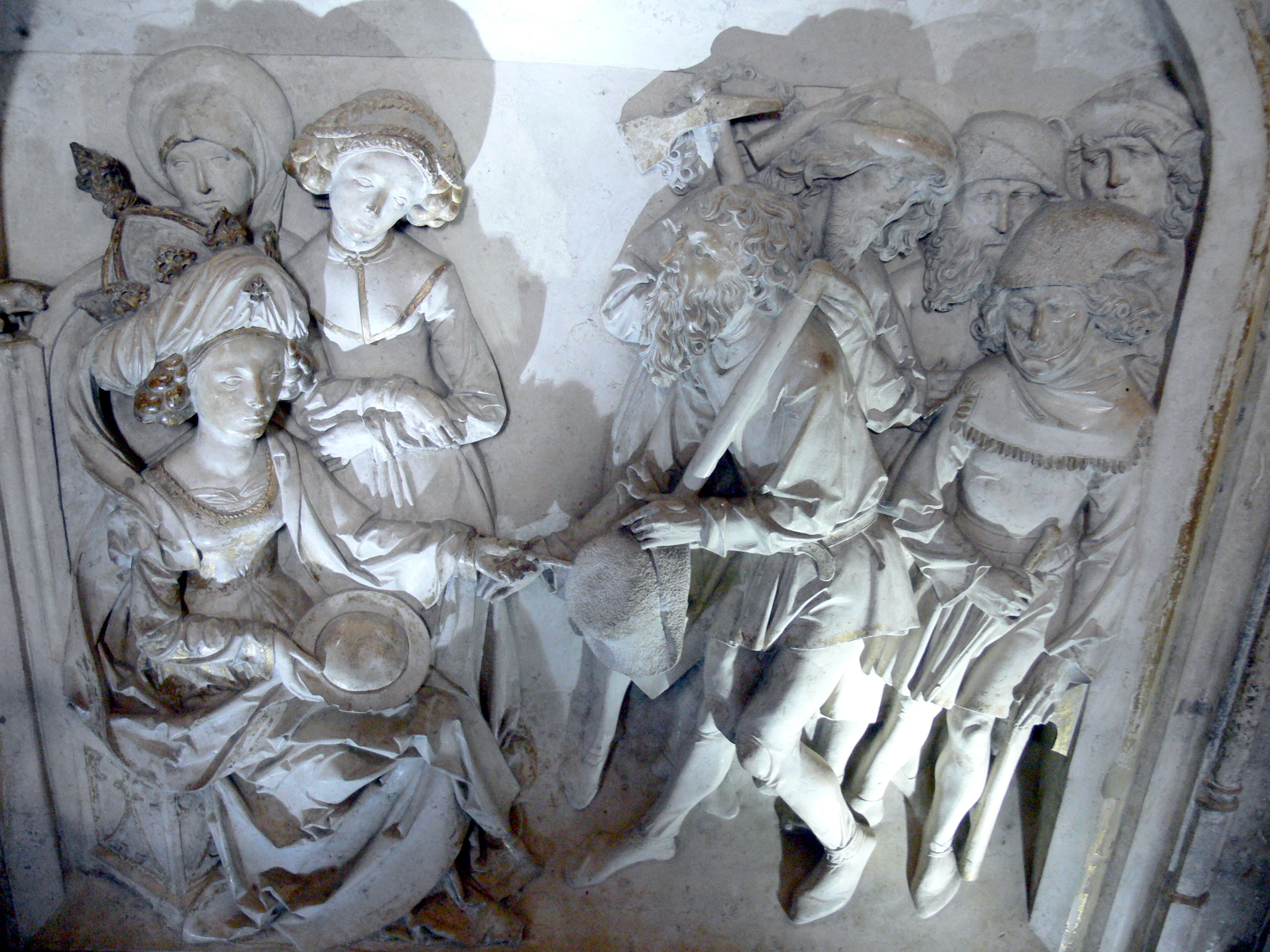
Cunegunda fent caritat, relleu a la tomba de la catedral de Bamberg
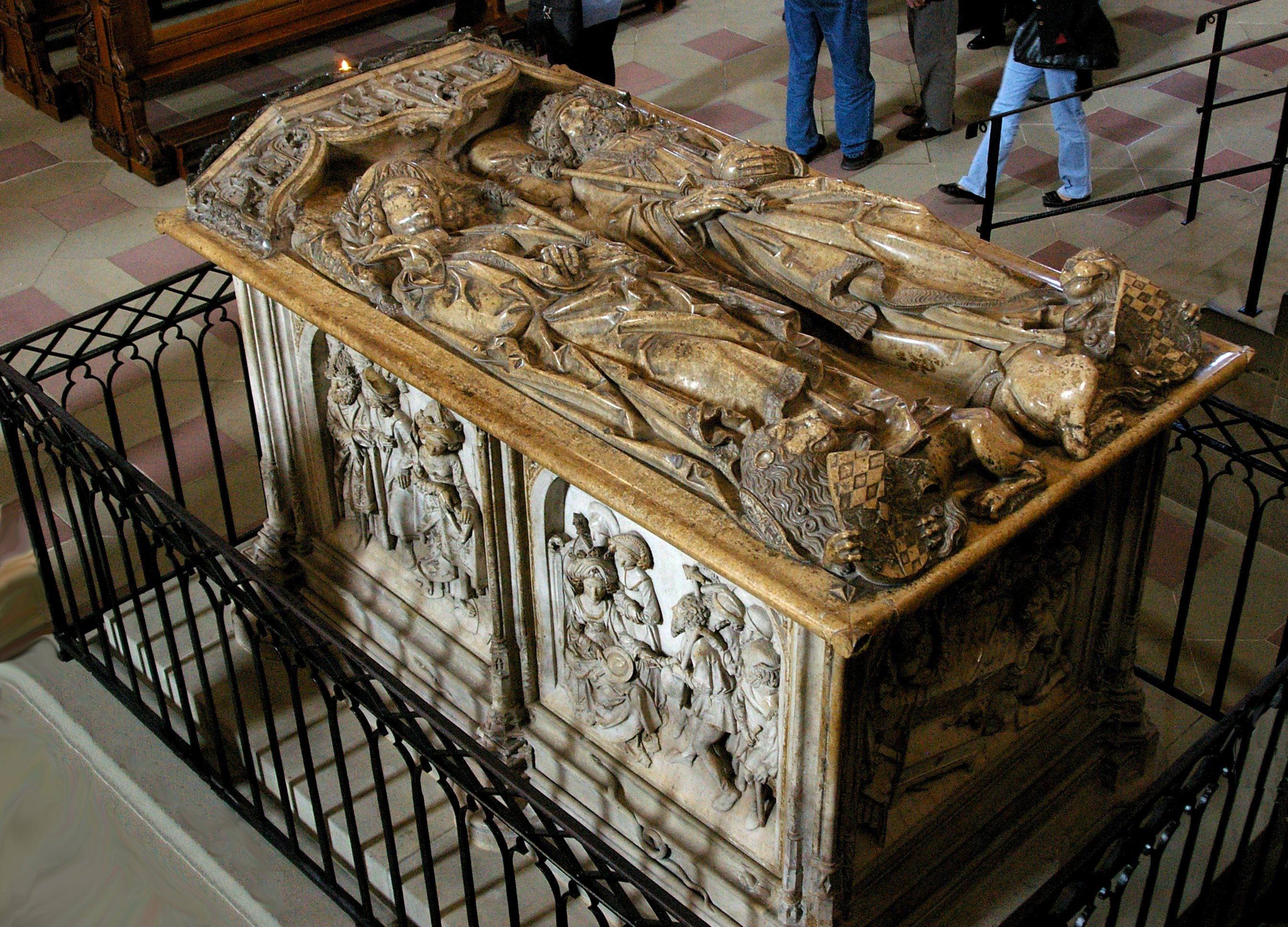
Tomba de l'emperador i Cunegunda a la Catedral de Bamberg, esculpida en 1499-1513 per Tilman Riemenschneider